# Pasiphaea timofeevi
Pasiphaea timofeevi is een garnalensoort uit de familie van de Pasiphaeidae. De wetenschappelijke naam van de soort is voor het eerst geldig gepubliceerd in 1993 door Burukovsky.